# Nikolaus Fery
Nikolaus Fery (* 30. November 1919 in Schwalbach (Saar); † 18. Januar 2016) war ein deutscher Politiker (CDU). Er war von 1965 bis 1970 Abgeordneter im Landtag des Saarlandes.

## Leben
Nach dem Abitur am Gymnasium in Saarlouis studierte Fery ab 1940 Staats- und Wirtschaftswissenschaften an der Universität Heidelberg. Das Studium unterbrach er zwischen 1940 und 1945 aufgrund von Wehrdienst und Teilnahme am Zweiten Weltkrieg. Von 1946 bis zum Studienabschluss 1948 setzte er es an der Universität Freiburg fort. 1949 wurde er mit dem Dissertationsthema Versuch einer morphologischen Studie des Gewerkschaftsproblems zum Dr. rer. pol. promoviert.
Fery war von 1950 bis 1952 als Referent in der Abteilung Sozialversicherung im Ministerium für Arbeit und Wohlfahrt des Saarlandes tätig. Von 1952 bis 1970 fungierte er als Geschäftsführer der Bergbau-Berufsgenossenschaft für das Saarland. Von 1970 bis zu seinem Eintritt in den Ruhestand 1984 war er Vorstandsvorsitzender der Kreissparkasse Saarlouis.
Fery trat in die CDU ein und war von 1956 bis 1973 ehrenamtlicher Bürgermeister der Gemeinde Schwalbach. Bei der Landtagswahl 1965 wurde er als Direktkandidat über den Wahlkreis Saarlouis in den Saarländischen Landtag gewählt, dem er bis 1970 angehörte.
Am 22. Dezember 1980 wurde Fery mit dem Saarländischen Verdienstorden ausgezeichnet.
Nikolaus Fery lebte in Schwalbach. Er war verheiratet und hatte zwei Kinder.